# Ennio Mantovani
Ennio Mantovani SVD (* 29. August 1932 in Riva del Garda) ist ein römisch-katholischer Priester und Ethnologe.

## Leben
Der Sohn von Vittorio und Natalina (Ceschini) Mantovani erwarb 1962 an der Pontificia Università Gregoriana das Doktorat. Er war Missionar in Papua-Neuguinea 1962–1977. Er war Forscher Melanesian Institute in Papua-Neuguinea (1969–1978). Er war Direktor am Anthropos-Institut.

## Schriften (Auswahl)
- 25 years of service. The Melanesian Institute. Its history and its work. Goroka 1995, OCLC 68783350.
- Mission: Collision or dialogical encounter? A chronicle of St. Paul's Parish, Yibai, Papua New Guinea. According to the diaries and correspondence of its founder, August 17, 1962 – August 21, 1977. Nettetal 2011, ISBN 978-3-8050-0581-4.
- The dema and the Christ. My engagement and inner dialogue with the cultures and religions of Melanesia. Siegburg 2014, ISBN 978-3-87710-540-5.
- Sixty years of priestly and missionary life. The history of a journey. Siegburg 2019, ISBN 3-87710-552-1.